# رشارون (تگزاس)
رشارون، تگزاس(به انگلیسی: Rosharon, Texas) شهری در ایالت تگزاس از ایالات جنوبی ایالات متحده آمریکا است. در سرشماری سال ۲۰۰۰، جمعیت این شهر ۲۱۲۳۳ نفر اعلام شد.